# Concierto para piano n.º 18 (Mozart)

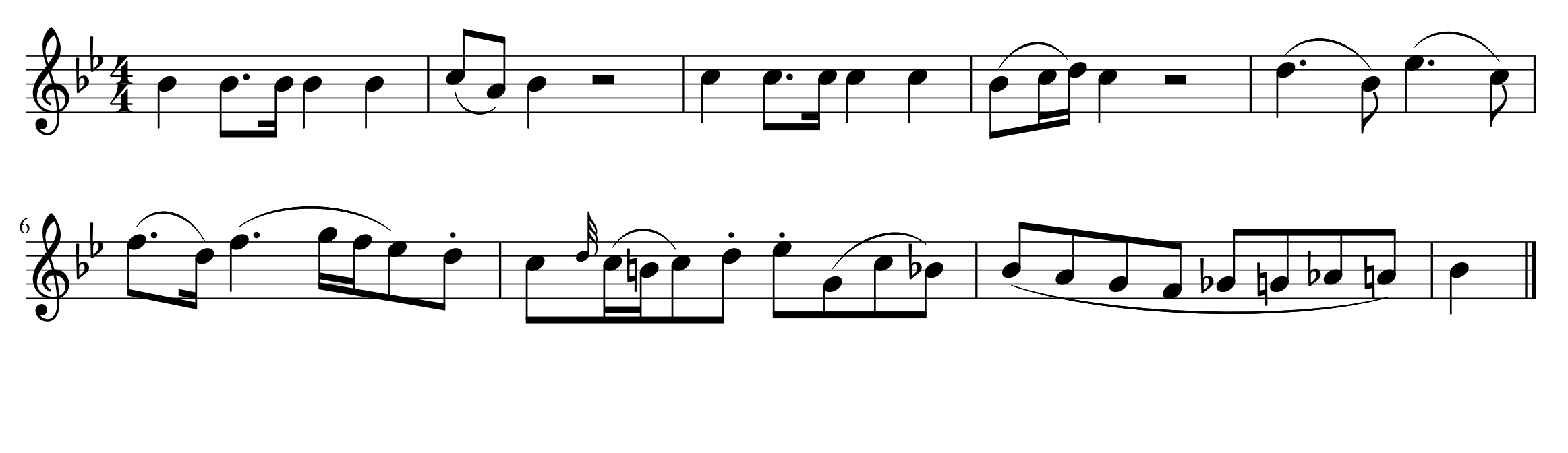
Ocho primeros compases de la partitura del violín del Concierto para piano n.º 18 en si bemol mayor, KV.456.

El Concierto para piano n.º 18 en si bemol mayor, KV. 456, es una obra concertante para piano y orquesta de Wolfgang Amadeus Mozart. Según el catálogo temático que llevaba Mozart de sus propias obras, este concierto está datado en el 30 de septiembre de 1784.

## Historia
Durante años, ha existido la hipótesis de que Mozart había escrito este concierto para Maria Theresia von Paradis, según se deduce de una carta escrita en ese momento por Leopold Mozart a su hija Nannerl. No obstante, Hermann Ullrich ha desechado esta teoría, basándose en la fecha de inicio que aparece en el catálogo de Mozart y en el hecho de que von Paradis se hubiese marchado ya de París a principios del mes de octubre del año 1784, lo que indica que no hubo tiempo suficiente para  enviar a von Paradis el concierto para que lo interpretase. Richard Maunder ha replicado a esto defendiendo la idea de que Mozart pudo aún haber enviado el concierto a París, y desde allí debió ser reenviado a von Paradis en Londres, donde es posible que ella interpretase la obra en marzo de 1785.

## Estructura
La obra está escrita para piano solo, flauta, dos oboes, dos fagotes, dos trompas y cuerdas. 
Consta de tres movimientos:
1. Allegro vivace.
2. Andante, en sol menor.
3. Allegro vivace.

Mozart escribió aparte dos cadenzas diferentes para el primer movimiento. Joseph Swain ha ejecutado un análisis schenkeriano de cada cadenza del primer movimiento. Martha Kingdon Ward ha comentado que el movimiento lento de este concierto contiene uno de los solos para flauta "más tranquilos" de Mozart, especialmente en la variación en sol mayor. M. S. Cole ha observado la costumbre de Mozart de cambiar la métrica en el finale, empezando en el compás 171, y pasando de 6/8 a 2/4 en los vientos, con la imitación del piano en el compás 179. Este cambio de tempo en los finales en rondó era contrario a la práctica común de la época. Joel Galand ha llevado a cabo un análisis schenkeriano del rondó final, y observó rasgos como el uso insólito de ♭II como tonalidad remota.